# Пеницилл Горленко
Пеници́лл (пеници́ллий) Го́рленко (лат. Penicíllium gorlenkoánum) — вид несовершенных грибов (телеоморфная стадия неизвестна), относящийся к роду Пеницилл (Penicillium).

## Описание
Колонии на агаре Чапека с дрожжевым экстрактом (CYA) на 7-е сутки 2,5—3 см в диаметре, бархатистые, в центре до шерстистых, довольно обильно спороносящие в тускло-зелёных или тёмно-зелёных тонах. Реверс от бледно-жёлтого до кремово-коричневого.
На агаре с дрожжевым экстрактом и сахарозой (YES) колонии 2,5—3 см в диаметре на 7-е сутки, от слабо спороносящих до обильно спороносящих, с бледно-жёлтым реверсом.
На агаре с солодовым экстрактом (MEA) колонии бархатистые до шерстистых, интенсивность спороношение варьирует.
При 30 °C колонии на CYA 2—3 см в диаметре, при 37 °C рост отсутствует.
Конидиеносцы двухъярусные, часто неправильные, гладкостенные. Метулы обычно в мутовках по 2—8, 12—17 мкм длиной. Фиалиды фляговидные, 7,5—9 × 2—3 мкм. Конидии шаровидные или почти шаровидные, иногда несколько шероховатые, неодинаковые по размеру, 2—3 мкм в диаметре.
Продуцент ханоклавина I, цитринина, костаклавина.

### Отличия от близких видов
От Penicillium citrinum и близких видов отличается кремово-коричневым реверсом на CYA и неспособностью расти при 37 °C, а также продуцированием ханоклавина.

## Экология
Почвенный гриб, достоверно известный только из почв Сирии.

## Таксономия
Вид назван по имени советского миколога-микробиолога Михаила Владимировича Горленко (1908—1994).
Типовой образец CBS 408.69 был получен из культурно-поливной почвы в мухафазе Дамаск в Сирии. Ему соответствует культура DTO 34E3 = IMI 140339 = VKM F-1079.
Penicillium gorlenkoanum Baghd., Нов. сист. низш. раст.: 97 (1968).

### Синонимы
- Penicillium damascenum Baghd., 1968